# 胡町停留場
胡町停留場（日语：／ Ebisu-cho teiryūjō */?），又稱胡町電車站，是位於廣島縣廣島市中區鐵砲町和幟町，廣島電鐵本線的電車站。車站編號為M04。

## 電車站構造
車站建於相生通上，與流川通交差。

### 月台配置
設有2個側式月台，呈千鳥式佈局。出入口均建於前方向流川通方向，並輔有過路設施前往相生通兩側及流川通方向。
在舉行花節和稻荷參時會有車站職員駐站負責收取車費和車票。
因應較大型的列車在1970年代初起投入服務，在1973年至74年之間，電車站月台進行了延長工程。1988年，月台加設上蓋。現時兩端月台的長度均為26米，對應5節式掛接車時，最後一節會未能入站，不過因該部份為駕駛室一部份，所以未有裝設門，影響不大。至於上蓋，兩月台均只設有短小式的上蓋一個，其餘為露天部份，且月台與路面之間只以欄竿分隔。最後，本站亦仍是採用舊式的着燈式列車到站報示器，下行月台會顯示「宇（品）、江（波）、宮（島口）」和（電車到了），上行則全採用「廣島站前方向」和。
| 月台                         | 路線                                           | 上下行 | 方向                                                                           | 備註 |
| ---------------------------- | ---------------------------------------------- | ------ | ------------------------------------------------------------------------------ | ---- |
| （靠向朝日生命胡町大廈）     |                                                | 下行   | 經紙屋町東往日赤醫院前、廣電前（加班車和出入庫的電車）、宇品二丁目、廣島港方向 | 包含 |
| （靠向朝日生命胡町大廈）     | 廣電西廣島（己斐）、廣電廿日市、廣電宮島口方向 | 下行   |                                                                                |      |
| （靠向朝日生命胡町大廈）     | 江波方向                                       | 下行   |                                                                                |      |
| （靠向停車場／廣島三越對面） | 、                                             | 上行   | 廣島站方向                                                                     |      |

### 軼事
另外，因與鄰站八丁堀停留場的站距太近（官方標示兩站的站距為0.1公里），加上兩站均採用千鳥式月台佈局，結果導致本站的上行月台與八千堀站的下行月台，末端距離只有17公尺，比一列1000形掛接車還要短。

## 歷史
- 1912年11月23日：本線廣島站前至紙屋町之間開通，此站啟用[5][6]。當時電車站名稱為上流川町停留場（日语：／），為車站當時所處的位置[7][8][注 1]。
- 日期不詳：電車站改名為流川町停留場（日语：／）[注 2]。
- 1945年：

- 8月6日：廣島市被投下原子彈，車站暫停營業。
- 10月1日：本線八丁堀至山口町之間重開。

- 1965年4月1日：隨著廣島市內部分町名變更，此電車站改名為胡町停留場[6]。

## 使用狀況
根據《廣島市統計書》，胡町停留場在1999年1日平均上下車人次為6,164人。而根據廣島電鐵上繳國土交通省有關「實施移動等圓滑化相關事宜」（移動等円滑化に関する取り組み）報告中，本站的使用人數如下：
| 乘降人員推算 | 乘降人員推算     | 乘降人員推算   |
| 年度         | 1日平均 乘降人次 | 出處           |
| ------------ | ---------------- | -------------- |
| 2021         | 2,839            | [ 廣電統計 1 ] |
| 2022         | 3,404            | [ 廣電統計 2 ] |
| 2023         | 3,699            | [ 廣電統計 3 ] |
| 2024         | 3,633            | [ 廣電統計 4 ] |

## 車站周邊
本站所在的相生通及十字路口的中央通均設有多間大型百貨公司，包括三越、PARCO、福屋等，內街有多條商店步行街。

## 相鄰電車站
廣島電鐵
■本線
 快速班次（每朝單向下行兩班，試驗至2025年12月31日） 
通過
（其他）、
銀山町（M03）－胡町（M04）－八丁堀（M05）

### 附注
1. ↑  實際，本線紙屋町至櫓下之間已經竣工，但是由於發生一些問題，使開通區間只限廣島站前與紙屋町之間，該紙屋町至櫓下之間區間於2週間後才開通[9][10]。
2. ↑  關於何時改名，於《広電が走る街 今昔》中第31頁指出是1939年，但是在第157頁又指出是1927年。

### 統計資料
1. ↑  2021年度 移動等円滑化取組報告書（軌道停留場），第3頁。
2. ↑  2022年度 移動等円滑化取組報告書（軌道停留場） （页面存档备份，存于），第3頁。
3. ↑  2023年度 移動等円滑化取組報告書（軌道停留場），第3頁。
4. ↑  2024年度 移動等円滑化取組報告書（軌道停留場），第3頁。

## 外部連結
- 廣島電鐵胡町站（页面存档备份，存于）（日語） -